# Empilement de cercles dans un triangle équilatéral
Pour les articles homonymes, voir Empilement.
L'empilement de cercles dans un triangle équilatéral est un problème d'empilement bidimensionnel dont l'objectif est d'empiler des cercles unités identiques de nombre n dans le triangle équilatéral le plus petit possible.
Des solutions optimales sont connues pour n < 13 et pour tout nombre triangulaire de cercle, et des conjectures sont disponibles pour n < 28,,.
Une conjecture de Paul Erdős et Norman Oler indique que si n est un nombre triangulaire alors les empilement optimaux de n − 1 et de n cercles ont la même longueur de côté : c'est, selon la conjecture, un empilement optimal pour n − 1 cercles peut être trouvé en supprimant un seul cercle de l'empilement hexagonal optimal de n cercles. On sait maintenant que cette conjecture est vraie pour n ≤ 15.
Voici les solutions minimales pour la longueur du côté du triangle :
| Nombre de cercles n | Longueur du côté du triangle                                                              | Figure |
| ------------------- | ----------------------------------------------------------------------------------------- | ------ |
| 1                   | {\displaystyle 2{\sqrt {3}}\approx 3,464...}                                              |        |
| 2                   | {\displaystyle 2+2{\sqrt {3}}\approx 5,464...}                                            |        |
| 3                   | {\displaystyle 2+2{\sqrt {3}}\approx 5,464...}                                            |        |
| 4                   | {\displaystyle 4{\sqrt {3}}\approx 6,928...}                                              |        |
| 5                   | {\displaystyle 4+2{\sqrt {3}}\approx 7,464...}                                            |        |
| 6                   | {\displaystyle 4+2{\sqrt {3}}\approx 7,464...}                                            |        |
| 7                   | {\displaystyle 2+4{\sqrt {3}}\approx 8,928...}                                            |        |
| 8                   | {\displaystyle 2+2{\sqrt {3}}+{\dfrac {2}{3}}{\sqrt {33}}\approx 9,293...}                |        |
| 9                   | {\displaystyle 6+2{\sqrt {3}}\approx 9,464...}                                            |        |
| 10                  | {\displaystyle 6+2{\sqrt {3}}\approx 9,464...}                                            |        |
| 11                  | {\displaystyle 4+2{\sqrt {3}}+{\dfrac {4}{3}}{\sqrt {6}}\approx 10,730...}                |        |
| 12                  | {\displaystyle 4+4{\sqrt {3}}\approx 10,928...}                                           |        |
| 13                  | {\displaystyle 4+{\dfrac {10}{3}}{\sqrt {3}}+{\dfrac {2}{3}}{\sqrt {6}}\approx 11,406...} |        |
| 14                  | {\displaystyle 8+2{\sqrt {3}}\approx 11,464...}                                           |        |
| 15                  | {\displaystyle 8+2{\sqrt {3}}\approx 11,464...}                                           |        |

Un problème étroitement lié est de couvrir le triangle équilatéral avec un nombre fixe de cercles égaux, ayant un rayon aussi petit que possible.